# Stances d'amour et de rêve
Les Stances d'amour et de rêve, op. 29 de Louis Vierne forment un cycle de cinq mélodies pour chant et piano — orchestrées par la suite — sur des poèmes de Sully Prudhomme.
Composées du 2 août au 26 septembre 1912, contemporaines de la Sonate pour violoncelle et piano op. 27 et de la Troisième symphonie pour orgue op. 28, les mélodies sont dédiées à la compagne du compositeur, Jeanne Montjovet, qui en assure la première audition à la fin de la même année. La partition est publiée en 1913 par les éditions Durand.

## Composition
Louis Vierne compose les Stances d'amour et de rêve du 2 août au 26 septembre 1912,, à l'intention de la soprano Jeanne Montjovet qui l'accompagne depuis son divorce, prononcé en 1909. Dans la production du compositeur, si souvent marquée par les circonstances d'une vie tumultueuse voire tragique, ce recueil de mélodies prend place immédiatement après la Sonate pour violoncelle et piano op. 27 et la Troisième symphonie pour orgue op. 28, « où l'on s'accorde assez généralement à reconnaître deux des sommets de son œuvre ». 
Il s'agit donc d'une partition où le musicien accède à la maturité dans le domaine mélodique, où « les fruits véritables passent la promesse des fleurs : ce recueil de cinq mélodies rend un son nouveau » selon Bernard Gavoty. « Il inaugure la formule de la mélodie symphonique, chère à Vierne, qui différencie totalement son œuvre vocale des mélodies fauréennes, limitées au seul dialogue du chant et d'un accompagnement subtil, chatoyant, mais strictement pianistique ».

## Création
La première audition des Stances d'amour et de rêve a lieu lors d'un concert Séchiari par leur dédicataire Jeanne Montjovet, à une date non précisée vers la fin de l'année 1912. L'œuvre est « très remarquée » : les mélodies « attirèrent sur le compositeur l'attention des musiciens que l'étiquette « organiste » n'avait pas manqué de rebuter tout d'abord ». La partition piano-chant est publiée dès l'année suivante par les éditions Durand.

## Présentation

### Mélodies
Le recueil des Stances d'amour et de rêve op. 29 comporte cinq mélodies :
1. « Les chaînes » — Adagio non troppo lento à
2. « Chanson de mer » — Allegro à
3. « À l'hirondelle » — Larghetto à
4. « Ressemblance » — Andantino moderato à
5. « Le galop » — Allegro agitato à

### Analyse
De toute évidence, les Stances d'amour et de rêve souffrent de la faiblesse des textes mis en musique : Bernard Gavoty n'hésite pas à parler, « à juste titre », de « vers de mirliton [qui] se perdent heureusement dans la houle des doubles croches » d'une mélodie comme Chanson de mer. De même, la mélodie Le galop paraît « trop longue, essoufflée, la moins bonne sans doute d'un recueil au long duquel on sent le compositeur gêné par l'indigence des poèmes ».
Cette opinion peut être nuancée. Dans sa nouvelle biographie de Louis Vierne, Franck Besingrand souligne la « très belle inspiration » du recueil, dont Le galop « se révèle être une course frénétique marquée par une imploration très prenante de la voix ». L'audition, notamment dans l'enregistrement réalisé par Mireille Delunsch en 2005, confirme que « Le galop clôt le recueil de manière fulgurante par une cavalcade échevelée où l'on sent singulièrement l'influence de Duparc que Vierne admirait tant ». 
Ainsi, « quitte à fermer les yeux sur une versification loin de valoir celle d'un Baudelaire ou d'un Verlaine, on peut se laisser prendre par ces images métaphoriques magnifiées par une musique inspirée » : la voie est déjà tracée qui mènera aux brûlants chefs-d'œuvre des Spleens et détresses op. 38 et des Cinq poèmes de Baudelaire op. 45.

## Discographie
- Louis Vierne : Mélodies (vol.2) Stances d'amour et de rêve, Le Poème de l'amour, etc. par Mireille Delunsch (soprano) et François Kerdoncuff (piano) (2005, CD Timpani 1C1091)

### Monographies
- Franck Besingrand, Louis Vierne, Paris, Bleu nuit éditeur, coll. « Horizons » (no 28), 2011, 176 p. (ISBN 978-2-35884-018-7),
- Bernard Gavoty, Louis Vierne : La vie et l'œuvre, Paris, Buchet/Chastel, 1980 (1re éd. 1943), 322 p.